# HeroQuest (juego de rol)
HeroQuest es un juego de rol comercializado por la editorial Issaries, Inc. desde 2003. Es en realidad una reedición con corrección de erratas del juego de rol Hero Wars (2000), hoy en día inexistente por haber sido reemplazado por HeroQuest. Este juego de rol, traducido al castellano y comercializado en España por Edge Entertainment, fue concebido por Greg Stafford y Robin D. Laws para continuar la tradición de juegos de rol ambientados en Glorantha, el universo de fantasía creado por Stafford mismo. Para poder atribuir a Hero Wars el nombre de HeroQuest Stafford tuvo que esperar a que los derechos del nombre HeroQuest estuvieran de nuevo disponibles después de haberlos perdido poco tiempo después de que él mismo hubiese registrado el nombre durante la primera mitad de los años 80. Entretanto las editoriales Games Workshop y Milton Bradley habían comercializado ya un juego de tablero llamado HeroQuest entre 1989 y 1991. Debido a este cambio de propiedad de derechos, el juego de tablero, que nada tenía que ver con el juego de rol descrito en el presente artículo, está hoy en día completamente descatalogado.

## Historia
El primer juego concebido para jugar a rol en Glorantha fue RuneQuest, que Stafford lanzó en 1978 con su editorial Chaosium, creada en 1975. Hubo una segunda edición en 1979 e incluso una tercera en 1984, pero esta tercera edición de RuneQuest no corrió a cargo de Chaosium sino de Avalon Hill, que en aquella época era un gigante en el mundo de los juegos de guerra y de simulación. Según el contrato firmado por ambas editoriales, Chaosium conservaría los derechos sobre el universo de Glorantha y sobre el sistema de juego de RuneQuest (el sistema llamado Basic Role-Playing) mientras que Avalon Hill obtendría los derechos sobre la marca RuneQuest y sobre su publicación y comercialización. La idea de Stafford consistía en aprovechar la gran capacidad de distribución de Avalon Hill para alcanzar un gran público y popularizar así el juego. Pero un juego de rol no decae mientras haya material y suplementos que mantengan a los jugadores en contacto con la edición, y sucedió que Avalon Hill resultó demasiado lenta en publicar los suplementos de Glorantha proporcionados por Chaosium. En 1995 Chaosium decidió desentenderse del trato y perdió así definitivamente los derechos de RuneQuest, que pasaba a ser un juego impublicable: Chaosium no tenía los derechos del nombre y Avalon Hill no tenía los de los textos contenidos en el juego. Sin embargo en 1999 una asociación de apasionados de Glorantha permitió a Stafford la publicación en 2000 de un juego de rol ambientado en ese mundo: Hero Wars, que tres años más tarde iba a ser ligeramente modificado y rebautizado con el título de HeroQuest.
Este término, HeroQuest (o también Hero Quest), había sido inicialmente una marca registrada (trademark en inglés) que Greg Stafford había registrado durante la primera mitad de los años 80. Stafford dejó de lado esta marca en la espera de atribuirle algún juego, pero al no renovar sus derechos acabó por perderla cuando la editorial Games Workshop se los apropió para publicar el juego de tablero que coeditó junto a Milton Bradley en 1989. Sin embargo, durante los años 90, Games Workshop y Milton Bradley dejaron de publicar HeroQuest y perdieron a su vez los derechos sobre la marca, y fue esto lo que permitió que Greg Stafford, en 2003, los recuperara para rebautizar con el nombre de HeroQuest su juego de rol Hero Wars. Esta nueva cesión de derechos de la marca hace que sea casi imposible reeditar el antiguo juego de tablero, o al menos no con el nombre HeroQuest. El actual juego de rol llamado HeroQuest no tiene pues ningún otro punto en común con el antiguo juego de tablero si no es el de llevar el mismo título. Está ambientado en el mundo de fantasía llamado Glorantha y constituye esencialmente una reedición con corrección de erratas de Hero Wars, creado y publicado en 2000 con bastantes prisas para impedir que Issaries, principal editorial de Stafford después de que abandonara Chaosium en 1998, fuera a la bancarrota. El resultado es que tanto el antiguo juego de tablero llamado HeroQuest como el juego de rol llamado Hero Wars han dejado de ser editados y la marca HeroQuest ha pasado a designar únicamente el actual juego de rol publicado por Issaries y ambientado en Glorantha.

## Sistema de juego
El sistema de juego de HeroQuest está esencialmente basado en el de Hero Wars. Las resoluciones de acciones se realizan con un dado de 20 caras, de una manera similar a como ya se realizaban en Pendragón (1985), que es otro juego de rol de Stafford pero ambientado en la Bretaña del rey Arturo. El sistema de Pendragón y de HeroQuest es el siguiente: los personajes jugadores tienen, en cada una de sus habilidades, una puntuación comprendida entre 1 y 20. En el momento de realizar una acción el jugador ha de obtener, en una tirada de dado de 20, un resultado igual o inferior a la puntuación que el personaje tiene en la habilidad que corresponde a la acción emprendida. Una de las diferencias con el sistema de juego de Pendragón es que en Pendragón el éxito crítico corresponde a la puntuación que el personaje tiene al realizar la tirada: si por ejemplo un arquero es competente a 15 puntos en tiro al arco, el 15 corresponde al éxito crítico. En cambio en HeroQuest el éxito crítico es siempre el 1 y la pifia es siempre el 20.

## Suplementos
La gama HeroQuest de Issaries dispone de numerosos libros, de los cuales he aquí tan sólo unos cuantos ejemplos:
- HeroQuest, roleplaying in Glorantha, el libro básico de reglas
- Hero's Book, una guía para los jugadores
- Glorantha - Introduction to the Hero Wars, una descripción general del mundo de Glorantha
- Anaxial's Roster, Creatures of the Hero Wars, una descripción de las criaturas que pueblan Glorantha
- Imperial Lunar Handbook, Volume 1: The Lunar Empire, una guía sobre el Imperio Lunar, una de las instituciones políticas del universo de Glorantha
- Masters of Luck and Death, Hero Bands for the Hero Wars, suplemento para jugar campañas al principio de las guerras de los héroes, guerras que según antiguas profecías empezarán en el Paso del Dragón, en el continente norte de Glorantha
- Under the Red Moon, Imperial Lunar Handbook, volume 2, segundo volumen de la guía sobre el Imperio Lunar
- Men of the Sea, una guía sobre los océanos, islas, puertos y culturas de Glorantha relacionados con el mar
- Champions of the Reaching Moon, una descripción detallada de 13 de las muchas organizaciones e instituciones que rigen Glorantha
- Blood Over Gold: The Trader Princes of Maniria, un suplemento sobre los príncipes comerciantes de Maniria, una de las regiones de Genertela, continente norte de Glorantha
- Storm Tribe, the Cults of Sartar, un suplemento sobre los cultos del país de Sartar, situado en Genertela. Este suplemento sirve de complemento a otro suplemento, Thunder Rebels.

## Traducción al castellano
HeroQuest, junto a algunos de sus suplementos, fue traducido y publicado en castellano en mayo de 2004 por la editorial Edge Entertainment.